# Quatuor Alcan
 (avril 2025).
Motif : Sources attestant de la notoriété ?
- Archive Wikiwix
- Bing
- Cairn
- DuckDuckGo
- E. Universalis
- Gallica
- Google
- G. Books
- G. News
- G. Scholar
- Persée
- Qwant
- (zh) Baidu
- (ru) Yandex
- (wd) trouver des œuvres sur Wikidata

| 1. | Préciser le motif de la pose du bandeau. | Précisez le motif de la pose du bandeau en utilisant la syntaxe suivante : {{admissibilité à vérifier\|date=août 2025\|motif=remplacez ce texte par le motif}}                     |
| 2. | Informer les utilisateurs concernés.     | Pensez à avertir le créateur de l'article, par exemple, en insérant le code ci-dessous sur sa page de discussion : {{subst:avertissement admissibilité à vérifier\|Quatuor Alcan}} |

Pour les articles homonymes, voir Alcan (homonymie).
Le Quatuor Saguenay est un quatuor à cordes québécois formé en 1989, essentiellement reconnu au Canada mais aussi en Asie et en Europe. D'abord nommé Quatuor Alcan, il est composé depuis mai 2025 des violonistes Jeanne-Sophie Baron et Jessy Dubé, de l'altiste Luc Beauchemin depuis 1994, et du violoncelliste Simon Desbiens. Les membres fondateurs du Quatuor Alcan sont Brett Molzan (premier violon), Nathalie Camus (deuxième violon), François Bertrand (Alto) et David Ellis (violoncelle).

## Biographie des membres
Originaire de Montréal, Nathalie Camus étudie le violon au Conservatoire Strassberger de Saint-Louis au Missouri avec Taras Gabora. Elle suit aussi des cours de musique de chambre avec Sacha Schneider (Quatuor de Budapest). Elle participe également à différents stages au Centre d’Arts de Banff et à l’Orchestre National du Canada. Après ses études, elle devient membre de l’Orchestre de chambre de Détroit, de l’Orchestre symphonique de Québec et des Violons du Roy. Depuis 1989, elle occupe le poste de violon solo dans l’Orchestre symphonique du Saguenay-Lac-Saint-Jean et elle est membre du Quatuor Alcan qui parcourt l’Amérique du Nord, l’Europe et l’Asie. Elle est également professeure de violon au Conservatoire de Musique du Québec au Saguenay et enseigne dans différentes institutions comme l’Université de Montréal, l’Université de Victoria et le Southern Ontario Chamber Music Institute.
David Ellis, originaire du Vermont, étudie le violoncelle au New England Conservatory à Boston, puis à Philadelphie au Curtis Institute of Music. Il joint ensuite l’Orchestre symphonique de Saint-Louis dans le Missouri de 1982 à 1987, et rejoint l’ensemble I Musici de Montréal en 1988. Depuis 1989, sa carrière continue avec le Quatuor Alcan dont il est un des fondateurs. Comme sa collègue Nathalie Camus, il enseigne au Conservatoire de Musique du Saguenay et est également violoncelliste solo de l’Orchestre symphonique du Saguenay-Lac-St-Jean.
Originaire de Québec, Luc Beauchemin étudie le violon à l’Université Laval. Il travaille également l’alto en France et la musique de chambre au Centre d’Arts de Banff en Alberta. Il fait partie des fondateurs de la Sinfonietta de Radio-Canada, des Violons du Roy et du Quatuor Arthur-LeBlanc. Il se produit avec le Quatuor Alcan et est l’altiste solo de l’Orchestre symphonique du Saguenay-Lac-St-Jean depuis 1994. Il enseigne le violon et la musique de chambre au Conservatoire de musique de Chicoutimi.

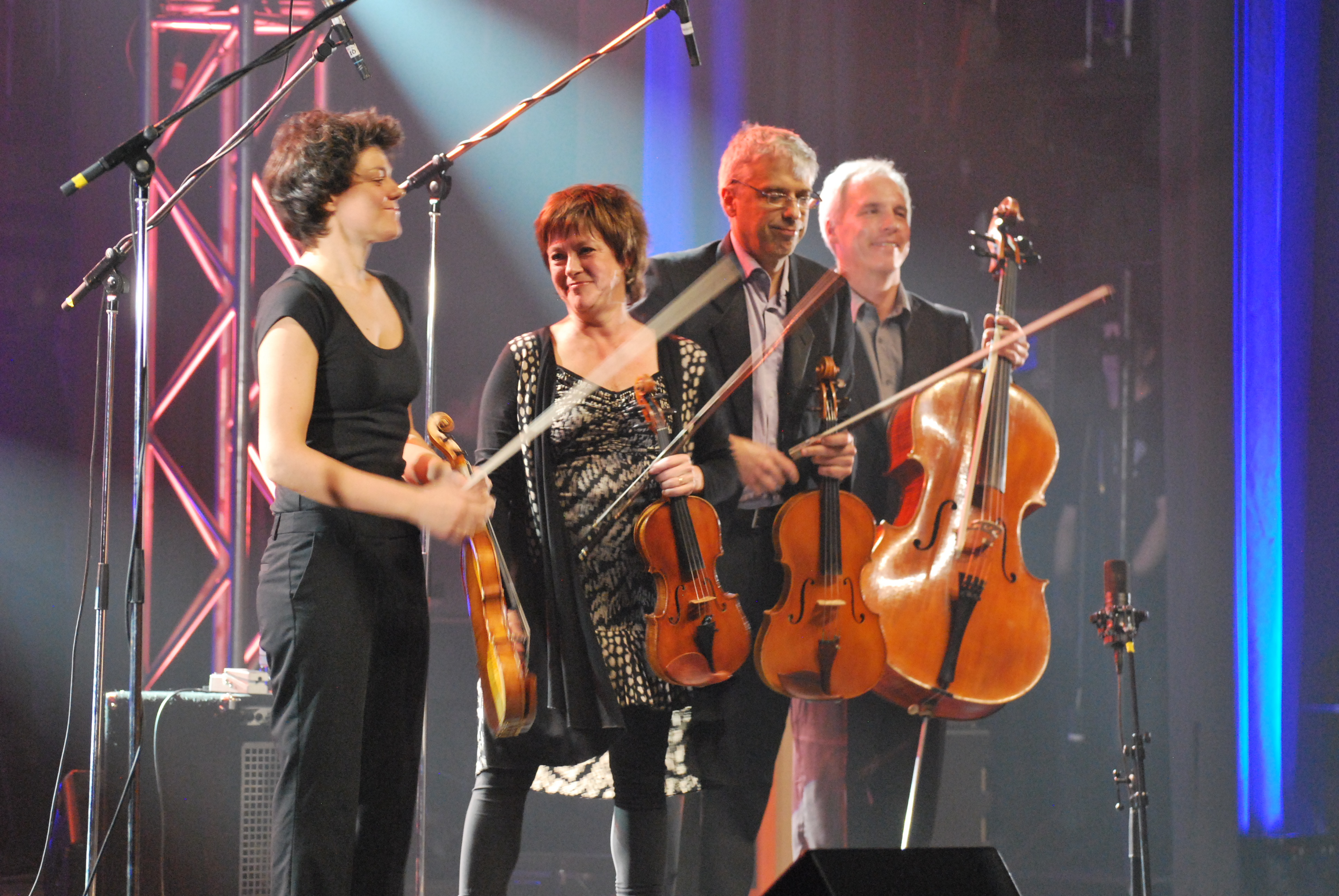

Marie Bégin est une violoniste canadienne diplômée du Conservatoire du Québec. Elle perfectionne ses études musicales en Europe notamment en Suisse, en Allemagne et en Autriche. Au courant de son parcours, elle est soliste pour les Violons du Roy, l’Orchestre symphonique de Québec, l’Orchestre Symphonique de Drummondville, l’Orchestre du Centre national des arts d'Ottawa, l’Orchestre Symphonique de l’Agora, le Club Musical de Québec et le Stuttgart Chamber Orchestra. Elle est violon solo de l’Orchestre Symphonique du Lac Saint-Jean et la première violon du Quatuor Saguenay. En 2023, elle devient professeure invitée à l’Université de Montréal.

### Carrière
Le Quatuor est créé en 1989 à Chicoutimi sous le nom de Quatuor Alcan. En 2016, il est renommé le Quatuor Saguenay. Il fera sa première tournée en Europe en 2003 et 2004. Dès sa création, il reçoit le soutien financier de Rio Tinto jusqu’au retrait de ce dernier en 2016 après 27 ans de collaboration.
Le quatuor présente de nombreux concerts en Europe, en Asie et en Amérique. En 2024, Brett Molzan au violon et Dominic Painchaud au violoncelle se joignent au quatuor,.

## Discographie
Sous le nom de Quatuor Alcan :
- 1992 Haydn  - Mozart  - Brahms (CBC Records)
- 1993 Enesco  - Mendelssohn - Octuors (CBC Records)
- 1994 Debussy  - Borodine  - Wolf - Quatuor à cordes (Analekta)
- 1996 Haydn - Les derniers quatuors à cordes (Analekta)
- 1998 Mozart - Quatuors dédiés à Haydn
- 1998 Schubert - Quatuors à cordes
- 2006-01 Les vendredis
- 2007 Strauss  - Dvoràk - Valses et bagatelles (avec Louise Bessette) (Analekta)
- 2007-02 Mendelssohn - Requiem für Fanny
- 2009-03 Glenn Gould  - Ernest MacMillan - String Quartets
- 2011-10-25 Carte Postale
- 2014-11-11 Beethoven - Quatuors à cordes volume 1 (2 disques) (Atma Classique)
- 2015-02-10 Beethoven - Quatuors à cordes volume 2 (3 disques) (Atma Classique)
- 2015-05-12 Beethoven - Quatuors à cordes volume 3 (3 disques) (Atman Classique)

Sous le nom de Quatuor Saguenay :
- 2022 -01 -21   Mendelssohn - Ravel - Sollima (Atma Classique)[14]